# OU812
| Recensione    | Giudizio |
| ------------- | -------- |
| AllMusic      |          |
| Rolling Stone |          |

OU812 è l'ottavo album in studio del gruppo musicale statunitense Van Halen, pubblicato il 24 maggio 1988 dalla Warner Bros. Records.

## Il disco
Il titolo dell'album, traducibile foneticamente con la frase "Oh, you ate one too" (oh, ne hai mangiato uno anche tu), è un riferimento ironico al nome del primo album dell'ex cantante David Lee Roth, Eat 'Em and Smile. L'album è stato dedicato a Jan van Halen, padre di Eddie e Alex, scomparso poco prima della pubblicazione del disco.
Per quanto riguarda lo stile musicale, OU812 segue la strada dell'album precedente, presentando vicino a brani hard rock o heavy metal (come Black and Blue, Source of Infection o Cabo Wabo) altre canzoni dalle sonorità di più facile ascolto in cui le tastiere sono usate più ampiamente (soprattutto Feels So Good e la ballad When It's Love).
La copertina dell'album è un omaggio a quella di With the Beatles, ed è inoltre molto simile a quella di Vincebus Eruptum dei Blue Cheer e Red dei King Crimson. Nel retro-copertina è invece presente la statuetta Affe mit Schädel di Hugo Rheinhold, raffigurante una scimmia con in mano un teschio. Le tracce sono indicate in retro-copertina in ordine alfabetico, anziché con la sequenza con cui appaiono nell'album.

## Tracce
Testi e musiche di Sammy Hagar, Eddie van Halen, Alex van Halen e Michael Anthony, eccetto dove indicato.
1. Mine All Mine – 5:11
2. When It's Love – 5:38
3. A.F.U. (Naturally Wired) – 4:28
4. Cabo Wabo – 7:03
5. Source of Infection – 3:58
6. Feels So Good – 4:27
7. Finish What Ya Started – 4:23
8. Black and Blue – 5:24
9. Sucker in a 3 Piece – 5:52
10. A Apolitical Blues – 3:50 (Lowell George) – solo nell'edizione CD

## Singoli
- Black and Blue (1988)
- When It's Love (1988)
- Finish What Ya Started (1988)
- Cabo Wabo (1988)
- Mine All Mine (1988)
- Feels So Good (1989)

## Formazione

### Gruppo
- Sammy Hagar – voce, chitarra
- Eddie van Halen – chitarra, tastiere, cori
- Michael Anthony – basso, cori
- Alex van Halen – batteria, percussioni

### Produzione
- Van Halen – produzione
- Donn Landee – produzione, ingegneria del suono
- Ken Deane –  ingegneria del suono
- Bobby Hata – mastering
- Jeri Heiden, Maura P. McLaughlin – direzione artistica
- Eika Aoshima, Stuart Watson – fotografia

## Classifiche
| Classifica (1988) | Posizione massima |
| ----------------- | ----------------- |
| Australia         | 9                 |
| Austria           | 21                |
| Canada            | 1                 |
| Finlandia         | 1                 |
| Germania          | 12                |
| Giappone          | 7                 |
| Norvegia          | 5                 |
| Nuova Zelanda     | 35                |
| Paesi Bassi       | 22                |
| Regno Unito       | 16                |
| Stati Uniti       | 1                 |
| Svezia            | 9                 |
| Svizzera          | 9                 |